# 群馬交響楽団
公益財団法人群馬交響楽団（ぐんまこうきょうがくだん、Gunma Symphony Orchestra）は、群馬県にある常設のオーケストラである。日本の地方管弦楽団の草分け的存在で、高崎市を本拠地として活動する。「群響」の愛称で多くのクラシック音楽愛好家に親しまれている。日本オーケストラ連盟正会員。

## 沿革
1945年、高崎市民オーケストラとして創設した。翌1946年に群馬フィルハーモニーオーケストラと改称した。1947年にプロ化した後、1949年に財団法人が設立され、1963年に「財団法人群馬交響楽団」、2013年に「公益財団法人群馬交響楽団」と改称して現在に至る。
1955年、群馬交響楽団をモデルに制作された映画『ここに泉あり』が公開されて全国的に注目を集め、翌年には文部省により群馬県が全国初の「音楽モデル県」に指定された。さらに1961年、高崎市民の全面的な支援を受けて同市に群馬音楽センターが建設され、これを拠点としてさらに幅広い活動が展開された。また、1947年5月に始めた移動音楽教室では、2024年度までに延べ653万人以上の児童・生徒が鑑賞しているのをはじめ、県内各地での演奏活動の展開により､群馬県の文化の象徴として県民から幅広く支持されている。
1963年、楽団の運営をめぐり一部の理事と楽団員達の間に軋轢が生じ、7月13日には楽団員32名のうち21名が退職届を提出する事態に発展した。これに対して会長（高崎市長）は「去るものは追わない」として、提出された退職届をそのまま受理するなどした。
1968年に、群馬県の依頼で制作された「群馬県の歌」を演奏し、現在でも群馬テレビで毎日の放送開始時と放送終了時に放送されている。
1994年には「プラハの春国際音楽祭」「ウィーン芸術週間」から同時に招待を受け、音楽監督・高関健指揮のもと、4か国を巡る海外公演を実現した。翌1995年の創立50周年には、東京および群馬県内各地でベートーヴェン交響曲連続演奏会を行った他、50周年記念委嘱作品『オーケストラのための遠景Ⅱ』（細川俊夫作曲）を東京・群馬で初演し、高い評価を得た。
2001年からは、日本の音楽界を牽引している楽団として、文化庁の「芸術創造推進事業（アーツプラン21）」支援団体に指定されている。2003年には、5月に定期演奏会が400回を数えるとともに、同年10月のNHKテレビ番組『プロジェクトX〜挑戦者たち〜』で団の草創期が紹介され、改めて全国的に注目された。
群馬県を舞台として2005年に放送されたNHK連続テレビ小説『ファイト』では、テーマ曲を演奏している。最近では、定期演奏会、移動音楽教室など地域に根ざした活動や、レコーディング、文化庁の本物の舞台芸術体験事業をはじめとして全国各地での演奏活動も積極的に行っている。
創立70周年にあたる2015-2016年度の定期演奏会（全9回/会場:群馬音楽センター）での総入場者数は1万3200人を超え、過去最多記録（2010年度/1万3057人）を更新した。創立70周年の最後を飾る第516回定期演奏会（2016年3月19日/会場:群馬音楽センター）では、ドビュッシーの『牧神の午後への前奏曲』と、群馬交響楽団初演となるメシアンの大作『トゥーランガリラ交響曲』を演奏、満員の聴衆を魅了し、大きな拍手を得た。
2019年10月から定期演奏会の拠点を、群馬音楽センターから2019年9月20日に開館した高崎芸術劇場へと移す。
2020年に創立75周年を迎える。節目を飾る記念事業として群響と群馬県は当初、2度目の海外公演（ベトナム）を計画していたが、新型コロナウイルスの世界的な流行が始まり、断念せざるを得なくなった。「コロナ禍」で中止となったベトナム公演の代替公演として、12月5日にミュージック・アドバイザー（当時）・小林研一郎指揮のもと、高崎芸術劇場で現地に向けて演奏会の模様を群響史上初めて地元の群馬テレビで生中継し、オンライン上で世界に向けてライブ配信した。また当日、演奏会の中でベトナム国立交響楽団のアンサンブル演奏も現地からリモート配信で出演した。劇場の客席にはコロナ対応に尽力している医療従事者や介護従事者、本来であれば海外公演を行う予定だったベトナム出身の県内在住者、在勤者を招待した。
2023年度は定期演奏会などのオーケストラ公演やアンサンブル公演の入場者数が前年を1万5000人上回る13万4699人となった。
2024年5月の第598回定期演奏会では、1995年の創立50周年記念委嘱作品『オーケストラのための遠景Ⅱ』（細川俊夫作曲）以来、29年ぶりに定期での委嘱作品『UTAGE~宴~』（山本菜摘作曲）を原田慶太楼の指揮で初演した。
2024年7月に定期演奏会第600回を迎える。
2025年に創立80周年を迎える。
2025年2月には、2024年6月に世界遺産登録10周年を迎えた「富岡製糸場と絹産業遺産群」をイメージしたオーケストラのオリジナル曲『紡ぐ～世界と、未来へ～』（上田素生作曲）を県民音楽のひろばにて高関健の指揮で初演した。
創立80周年を記念して、1995年の創立50周年以来、30年ぶりとなる「ベートーヴェン：交響曲全曲演奏会」を実施する。
2025年11月の定期演奏会では、80周年を祝し、菅野祐悟による新作委嘱を初演予定。

## 指揮者陣
- 常任指揮者: 飯森範親
- 名誉指揮者: 高関健
- 桂冠指揮者: 小林研一郎

## 歴代音楽監督など
- 1946年　山本直忠（常任）
- 1949年　小池芳二郎（常任）
- 1961年　甲斐正雄（常任）
- 1963年　ハンス・ヘルナー（常任）
- 1965年　遠山信二 （指揮）
- 1968年　山田一雄（音楽監督/芸術監督）、遠山信二（常任）
- 1974年　遠山信二（音楽監督）、伴有雄（常任）
- 1978年　佐藤功太郎（常任）
- 1981年　豊田耕児（音楽監督）
- 1982年　山岡重信 （指揮）、リム・ケクチャン （客員指揮）
- 1983年　デヴィッド・シャローン （客員指揮）
- 1984年　湯浅卓雄 （指揮）
- 1987年　手塚幸紀 （常任）
- 1988年　十束尚宏 （正指揮）
- 1992年　國分誠 （指揮）、田中一嘉 （指揮）、末廣誠 （指揮）
- 1993年　高関健（音楽監督）
- 1998年　マルティン・トゥルノフスキー （首席客演指揮）
- 2010年　沼尻竜典（首席指揮・芸術アドバイザー)
- 2011年　広上淳一（友情客演指揮）
- 2013年　大友直人（音楽監督）
- 2019年　小林研一郎（ミュージックアドバイザー）
- 2023年　飯森範親（常任）

## 演奏会
- 定期演奏会
  - 高崎芸術劇場で年10回
- GTシンフォニック・コンサート
  - 2022年度から始まった群馬交響楽団と楽団が本拠地とする高崎芸術劇場がタッグを組み、クラシックの名曲から映画音楽やミュージカルのナンバーまで多彩なプログラムを演奏する演奏会シリーズ｡（2025年度は年6回）
- 東毛定期演奏会
  - 太田市民会館で年1回、美喜仁桐生文化会館（桐生市市民文化会館）で年1回
- 上田定期演奏会
  - サントミューゼ（上田市交流文化芸術センター）で年2回
- 室内楽演奏会　　　　　　　　　
  - 2019年度から始まり各公演がメンバーによってプロデュースされ、アンサンブルから室内オーケストラまで幅広く、小編成で演奏する演奏会シリーズ。（会場:高崎芸術劇場 音楽ホール／2025年度は年3回）
- まえばし市民名曲コンサート
  - 昌賢学園まえばしホール（前橋市民文化会館）で年2回
- 東京公演
  - すみだトリフォニーホールで年1回、サントリーホールで年1回、東京オペラシティで年1回
- 巡回第九演奏会
  - 県内各地で年3回
- 県民音楽のひろば
  - 県内各地で年7回
- その他、「県民コンサート」（年1回）、「サマーコンサート」（年1回）、「夏休みコンサート」（年2回）、青少年のためのコンサート（移動音楽教室等、年間100回程度）など。

## その他
- 群響アワー （FM群馬で年に2回程度放送）[2]